# Morphotelus rotundalatus
Morphotelus rotundalatus är en mångfotingart som först beskrevs av Kraus 1958.  Morphotelus rotundalatus ingår i släktet Morphotelus och familjen Chelodesmidae. Inga underarter finns listade i Catalogue of Life.